# Teatro Mauri
El Teatro Mauri es un teatro ubicado en el cerro Bellavista, en la ciudad de Valparaíso, Chile. Iniciativa del empresario Sebastián Collado Mauri y diseñado por el arquitecto Alfredo Vargas Stoller , fue inaugurado el 28 de diciembre de 1951 como sala de espectáculos y de cine. En los años 1991 el teatro sufrió un incendio del cual comenzó a pasar por varios periodos de distintas funciones en búsqueda del renacer de la mano de Andrés Carramiñana Collado y Luz Marianela Lazo Salgado, más conocida como “la Mane”, como lo fue el cine, el teatro, la danza, los conciertos, eventos multiculturales, lucha libre, malabarismo, cursos de estos mismos, fiestas, etc. También funcionó como restaurante hasta que finalmente, en el año 2015, fue comprado por la Sociedad Chilena del Derecho de Autor (SCD), debido al fallecimiento de Lucía Collado, hija de Sebastián Collado y propietaria en aquel entonces y producto del desacuerdo entre los herederos, para transformar al edificio en la primera sala SCD en regiones. Luego de un proceso de restauración iniciado en 2017, el teatro fue reabierto el 25 de mayo de 2018.